# جایزه بفتای بهترین تدوین
جایزه بفتای بهترین تدوین (انگلیسی: BAFTA Award for Best Editing) جایزه‌ای است که سالانه به بهترین تدوین‌گر توسط آکادمی هنرهای فیلم و تلویزیون بریتانیا (بفتا) داده می‌شود.

## برندگان

### دهه ۲۰۱۰
- ۲۰۱۸: معاون – هانک کوروین
  - راپسودی بوهمی – جان آتمن
  - سوگلی – Yorgos Mavropsaridis
  - نخستین انسان – تام کراس
  - رما – آلفونسو کوارون و Adam Gough
- ۲۰۱۷: بیبی راننده – پل مکلیس و Jonathan Amos
  - بلید رانر ۲۰۴۹ – جو واکر
  - دانکرک – لی اسمیت
  - شکل آب – سیدنی وولینسکی
  - سه بیلبورد خارج از ابینگ، میزوری – Jon Gregory
- ۲۰۱۶: ستیغ هک‌سا – جان گیلبرت
  - ورود – جو واکر
  - لا لا لند – تام کراس
  - منچستر بای د سی – Jennifer Lame
  - حیوانات شب‌زی – Joan Sobel
- ۲۰۱۵: مکس دیوانه: جاده خشم – مارگارت سیکسل
  - رکود بزرگ – هانک کوروین
  - پل جاسوس‌ها – مایکل کان
  - مریخی – پیترو اسکالیا
  - بازگشته – استیون میریون
- ۲۰۱۴: ویپلش – تام کراس
  - بردمن – Douglas Crise و استیون میریون
  - هتل بزرگ بوداپست – Barney Pilling
  - بازی تقلید – ویلیام گلدنبرگ
  - شبگرد – جان گیلروی
  - نظریه همه‌چیز – Jinx Godfrey
- ۲۰۱۳: شتاب – دانیال پی. هانلی و مایک هیل
  - ۱۲ سال بردگی – جو واکر
  - کاپیتان فیلیپس – کریستوفر راوز
  - جاذبه – آلفونسو کوارون و مارک سنگر
  - گرگ وال استریت – تلما شونمیکر
- ۲۰۱۲: آرگو – ویلیام گلدنبرگ
  - جنگوی زنجیرگسسته – فرد راسکین
  - زندگی پی – تیم اسکوایرز
  - اسکای‌فال – استوارت برد
  - سی دقیقه پس از نیمه‌شب – دیلن تیچنر و ویلیام گلدنبرگ
- 2011: Senna – Chris King و Gregers Sall
  - آرتیست – Anne-Sophie Bion و میشل آزاناویسوس
  - رانندگی – Matthew Newman
  - هوگو – تلما شونمیکر
  - بندزن خیاط سرباز جاسوس – Dino Jonsäter
- ۲۰۱۰: شبکه اجتماعی – کرک بکستر و آنگوس وال
  - ۱۲۷ ساعت – جان هریس
  - قوی سیاه – اندرو ویزبلوم
  - تلقین – لی اسمیت
  - سخنرانی پادشاه – طارق انور

### دهه ۲۰۰۰
- ۲۰۰۹: مهلکه – کریس اینیس و باب مورافسکی
  - آواتار – جیمز کامرون،  John Refoua, و استیون ای. ریوکین
  - منطقه ۹ – جولین کلارک
  - حرامزاده‌های لعنتی – سالی منکه
  - بالا در آسمان – دانا ئی. گلاوبرمن
- ۲۰۰۸: میلیونر زاغه‌نشین – کریس دیکنز[note ۱]
  - بچه جایگزین – جوئل کاکس و گری دی. روچ
  - مورد عجیب بنجامین باتن – کرک بکستر و آنگوس وال
  - شوالیه تاریکی – لی اسمیت
  - فراست/نیکسون – دانیال پی. هانلی و مایک هیل
  - در بروژ – Jon Gregory
- ۲۰۰۷: اولتیماتوم بورن – کریستوفر راوز
  - گانگستر آمریکایی – پیترو اسکالیا
  - تاوان – Paul Tothill
  - مایکل کلیتون – جان گیلروی
  - جایی برای پیرمردها نیست – برادران کوئن
- ۲۰۰۶: یونایتد ۹۳ – Clare Douglas, ریچارد پیرسون،  و کریستوفر راوز
  - بابل – استیون میریون و Douglas Crise
  - کازینو رویال – استوارت برد
  - رفتگان – تلما شونمیکر
  - ملکه – لوسیا زاچتی
- ۲۰۰۵: باغبان وفادار – کلر سیمپسون
  - کوهستان بروکبک – Geraldine Peroni و دیلن تیچنر
  - تصادف – هیوز وینبورن
  - شب‌بخیر و موفق باشید. – استیون میریون
  - رژه پنگوئن‌ها – Sabine Emiliani
- ۲۰۰۴: درخشش ابدی یک ذهن پاک – والدیش اوشکارشدوهتیر
  - هوانورد – تلما شونمیکر
  - وثیقه – جیم میلر و Paul Rubell
  - خانه خنجرهای پران – Long Cheng
  - ورا دریک – جیم کلارک
- ۲۰۰۳: ازدست‌رفته در ترجمه – سارا فلک
  - ۲۱ گرم – استیون میریون
  - کوهستان سرد – والتر مرچ
  - بیل را بکش بخش ۱ – سالی منکه
  -  بازگشت پادشاه – جیمی سلکرک
- ۲۰۰۲: شهر خدا – Daniel Rezende
  - شیکاگو – مارتین والش
  - دارودسته‌های نیویورکی – تلما شونمیکر
  - ساعت‌ها – پیتر بویل
  -  دو برج – Michael J. Horton
- ۲۰۰۱: جاده مالهالند – ماری سویینی
  - سرنوشت شگفت‌انگیز املی پولن – Hervé Schneid
  - سقوط شاهین سیاه – پیترو اسکالیا
  - ارباب حلقه‌ها: یاران حلقه – جان گیلبرت
  - مولن روژ! – Jill Bilcock
- ۲۰۰۰: گلادیاتور – پیترو اسکالیا
  - بیلی الیوت – John Wilson
  - ببر خیزان، اژدهای پنهان – تیم اسکوایرز
  - ارین براکویچ – آن وی. کوتس
  - قاچاق – استیون میریون

### دهه ۱۹۹۰
- ۱۹۹۹: زیبایی آمریکایی – طارق انور و کریستوفر گرینبوری
  - جان مالکوویچ بودن – Eric Zumbrunnen
  - ماتریکس – زک استینبرگ
  - حس ششم – اندرو موندشاین
- ۱۹۹۸: شکسپیر عاشق – David Gamble
  - الیزابت – Jill Bilcock
  - قفل، انبار و دو بشکه باروت – Niven Howie
  - نجات سرباز رایان – مایکل کان
- ۱۹۹۷: محرمانه لس آنجلس – پیتر هونس
  - فول مانتی – نیک مور و David Freeman
  - رومئو + ژولیت – Jill Bilcock
  - تایتانیک – کانرد باف چهارم، جیمز کامرون،  و ریچارد ای. هریس
- ۱۹۹۶: بیمار انگلیسی – والتر مرچ
  - فارگو – برادران کوئن
  - اویتا – جری همبلینگ
  - درخشش – Pip Karmel
- ۱۹۹۵: مظنونین همیشگی – جان آتمن
  - آپولو ۱۳ – مایک هیل و دانیال پی. هانلی
  - بیب – مارکوس دارسی و Jay Friedkin
  - جنون شاه جرج – طارق انور
- ۱۹۹۴: سرعت – جان رایت
  - فارست گامپ – آرتور اشمیت
  - چهار عروسی و یک تشییع جنازه – Jon Gregory
  - داستان عامه‌پسند – سالی منکه
- ۱۹۹۳: فهرست شیندلر – مایکل کان
  - فراری – Dennis Virkler, David Finfer, Dean Goodhill, Don Brochu, Richard Nord, و Dov Hoenig
  - در خط آتش – آن وی. کوتس
  - پیانو – ورونیکا جنت
- ۱۹۹۲: جی‌اف‌کی – جو هاتشینگ و پیترو اسکالیا
  - تنگه وحشت – تلما شونمیکر
  - هواردز اند – Andrew Marcus
  - بازیگر – Geraldine Peroni
  - Strictly Ballroom – Jill Bilcock
- ۱۹۹۱: تعهدات – جری همبلینگ
  - رقصنده با گرگ‌ها – نیل تراویز
  - سکوت بره‌ها – کریگ مک‌کی
  - تلما و لوییز – تام نوبل
- ۱۹۹۰: رفقای خوب – تلما شونمیکر
  - سینما پارادیزو – ماریو مورا
  - جنایت و جنحه – سوزان ای مورس
  - دیک تریسی – ریچارد مارکس

### دهه ۱۹۸۰
- ۱۹۸۹: میسیسیپی می‌سوزد – جری همبلینگ
  - روابط خطرناک – میک اودزلی
  - انجمن شاعران مرده – ویلیام ام. اندرسون
  - مرد بارانی – استو لیندر
- ۱۹۸۸: جذابیت مرگبار – پیتر ئی. برگر و مایکل کان
  - ماهی‌ای به نام وندا – John Jympson
  - آخرین امپراتور – گابریلا کریستیانی
  - چه کسی برای راجر رابیت پاپوش دوخت؟ – آرتور اشمیت
- ۱۹۸۷: جوخه – کلر سیمپسون
  - آزادی را فریاد کن – لسلی واکر
  - امید و افتخار – Ian Crafford
  - روزگار رادیو – سوزان ای مورس
- ۱۹۸۶: مأموریت – جیم کلارک
  - هانا و خواهرانش – سوزان ای مورس
  - مونا لیزا – لسلی واکر
  - اتاقی با یک چشم‌انداز – Humphrey Dixon
- ۱۹۸۵: آمادئوس – Michael Chandler و Nena Danevic
  - بازگشت به آینده – آرتور اشمیت و Harry Keramidas
  - A Chorus Line – جان بلوم
  - شاهد – تام نوبل
- ۱۹۸۴: میدان‌های کشتار – جیم کلارک
  - Another Country – جری همبلینگ
  - ایندیانا جونز و معبد مرگ – مایکل کان
  - زیر آتش – جان بلوم و Mark Conte
- ۱۹۸۳: فلش‌دنس – Walt Mulconery و Bud S. Smith
  - سلطان کمدی – تلما شونمیکر
  - قهرمان محلی – Michael Bradsell
  - زلیگ – سوزان ای مورس
- ۱۹۸۲: گم‌شده – فرانسواز بونو
  - بلید رانر – تری رالینگز
  - ئی.تی. موجود فرازمینی – کارول لیتلتون
  - گاندی – جان بلوم
- ۱۹۸۱: گاو خشمگین – تلما شونمیکر
  - ارابه‌های آتش – تری رالینگز
  - زن ستوان فرانسوی – جان بلوم
  - مهاجمان صندوق گمشده – مایکل کان
- ۱۹۸۰: اینطور چیزها – الن هایم
  - مرد فیل‌نما – آن وی. کوتس
  - شهرت – جری همبلینگ
  - کریمر علیه کریمر – جرالد بی. گرینبرگ

### دهه ۱۹۷۰
- ۱۹۷۹: شکارچی گوزن – پیتر زینر
  - بیگانه – تری رالینگز
  - اینک آخرالزمان – ریچارد مارکس, والتر مرچ، جرالد بی. گرینبرگ،  و لیسا فروکتمن
  - منهتن – سوزان ای مورس
- ۱۹۷۸: قطار سریع‌السیر نیمه‌شب – جری همبلینگ
  - برخورد نزدیک از نوع سوم – مایکل کان
  - جولیا – والتر مرچ
  - جنگ ستارگان – پال هرش، مارسیا لوکاس،  و ریچارد چیو
- ۱۹۷۷: آنی هال – رالف روزنبلوم و Wendy Greene Bricmont
  - پلی در دوردست – آنتونی گیبز
  - شبکه – الن‌هایم
  - راکی – ریچارد هالزی
- ۱۹۷۶: دیوانه از قفس پرید – ریچارد چیو،  Lynzee Klingman, و شلدون کان
  - همه مردان رئیس‌جمهور – Robert L. Wolfe
  - راننده تاکسی – مارسیا لوکاس، تام رالف،  و Melvin Shapiro
  - ماراتن من – جیم کلارک
- ۱۹۷۵: بعدازظهر سگی – دده آلن
  - پدرخوانده: قسمت دوم – پیتر زینر،  بری مالکین, و ریچارد مارکس
  - آرواره‌ها – ورنا فیلدز
  - Rollerball – آنتونی گیبز
- ۱۹۷۴: مکالمه – ریچارد چیو و والتر مرچ
  - محله چینی‌ها – سام اوستین
  - قتل در قطار سریع‌السیر شرق – آن وی. کوتس
  - سه تفنگدار – John Victor Smith
- ۱۹۷۳: روز شغال – رالف کمپلن
  - چارلی وریک – فرانک موریس
  - حالا نگاه نکن – Graeme Clifford
  - The National Health – Ralph Sheldon
- ۱۹۷۲: ارتباط فرانسوی – جرالد بی. گرینبرگ
  - کاباره – دیوید برترتون
  - پرتقال کوکی – بیل باتلر
  - بازماندگان – Tom Priestley
- ۱۹۷۱: یکشنبه خونین یکشنبه – Richard Marden
  - ویولن‌زن روی بام – آنتونی گیبز و رابرت لارنس
  - نمایش – آنتونی گیبز
  - فرار از خانه – John Carter
- ۱۹۷۰: بوچ کسیدی و ساندنس کید – John C. Howard و Richard C. Meyer
  - مش – Danford B. Greene
  - دختر رایان – Norman Savage
  - مگر آن‌ها اسب‌ها را خلاص نمی‌کنند؟ – فردریک استاینکمپ

### دهه ۱۹۶۰
- ۱۹۶۹: کابوی نیمه‌شب – Hugh A. Robertson
  - بولیت – فرانک پی. کلر
  - اوه! چه جنگ دلپذیری – کوین کانر
  - زد – فرانسواز بونو
- ۱۹۶۸: فارغ‌التحصیل – سام اوستین
  - The Charge of the Light Brigade – کوین براونلاو
  - الیور! – رالف کمپلن
  - رومئو و ژولیت – رجینالد میلز